# Мариja Палеолог (ћерка цара Андроника III)
Марија Палеолог је била византијска принцеза и племкиња са Лезбоса. Била је ћерка цара Андроника III и царице Ане Савојске. Била је сестра цара Јована V, деспота Михаила, царице Марије (Ирине) од Бугарске и царице Ирине од Трапезунта.
Марија се удала, око 1337. године, за господара Лезбоса Франческа I Гатилузија и имали су Ђакома, Андроника и Доменика. Венчање је одржано у Константинопољу, а потом је пар отишао на Лезбос. Настанио се у Митилени у јулу 1355. године, пошто им је острво дато у мираз. Погинула је заједно са мужем и два сина у земљотресу 6. августа 1383. године.